# Jacques Lacarrière
Jacques Lacarrière, nacido el 2 de diciembre de 1925 en Limoges y fallecido el 17 de septiembre de 2005 en París, es un escritor francés. Es conocido por sus relatos de viaje influenciados por su pasión por la civilización griega.

## Biografía
En 1947, con 22 años, viaja por primera vez a Grecia con el Grupo de teatro antiguo de la Sorbonne. En 1950 pasa varios meses en Creta y en el Monte Atos. 
En 1954, el editor Pierre Seghers publica el primer libro de Jacques Lacarrière : Mont Athos, montagne sainte. Tres años después publica Découverte du monde antique, una traducción y unos comentarios sobre los viajes de Heródoto. 
Paralelamente, es crítico de teatro en la revista Théâtre populaire y frecuenta la Maison des lettres en Paris donde conoce a Albert Camus, Raymond Queneau, Roland Barthes, Antoine Vitez. En 1961 publica Les Hommes ivres de Dieu. Dos años después pone en escena Ajax de Sófocles.
En 1973, publica Les Gnostiques (prefacio de Lawrence Durrell). Chemin faisant, mille kilomètres à pied à travers la France d’aujourd'hui, publicado en 1974, es el relato filosófico-bucólico de su itinerario a través de Vosges hasta Corbières entre agosto y diciembre de 1971. « Lo único que quiero con este libro es darle al lector el gusto por las hierbas y los caminos, las ganas de pasearse de forma improvisada, de reencontrarse con sus raíces en el gran mensaje de los horizontes. »
Apasionado por el griego antiguo y la mitología, su libro Verano griego (1976) tuvo un éxito fenomenal. « Lacarrière inventó un género que mezclaba el ensayo, los apuntes de viaje, la poesía en prosa improvisada al ritmo de la marcha y del relato liberado de todos los códigos formales. »